# Бенедикт Крисп
Свети Бенедикт Крисп (на италиански: Benedetto Crespi, Benedetto I Crespi) е архиепископ на Милано от 681 до 725.

## Биография
Заема поста архиепископ на Милано в продължение на четиридесет и пет години и става участник в съдебен процес. Бенедикт е запомнен с написването на епитафията на Кедвала, крал на Уесекс погребан в базиликата „Свети Петър“ в Рим.
Неговият празник е на 11 март.